# Уадийх Сааде
Уадийх Сааде (на арабски: وديع سعادة) е ливанско-австралийски поет и журналист.

## Биография
Роден е в Ливан през 1948 г. Работил е като журналист в Бейрут, Лондон, Париж и Никозия, преди да емигрира в Австралия през 1988 г. Там започва работа като управляващ редактор в ливанския вестник Annahar, който се издава в Сидни.
Издал е 12 книги с поезия на арабски, някои от които са преведени на английски, немски, френски, испански и други езици. Участвал е в много фестивали за поезия – основно в Австралия, но и в чужбина.